# マイコチオール
マイコチオール（mycothiol, MSH or AcCys-GlcN-Ins）は、放線菌で見られる珍しいチオールである。アミノ基がアセチル化されたシステインとグルコサミン、イノシトールから構成される化合物である。酸化体であるジスルフィド型（MSSM）はミコチオン（mycothione）よ呼ばれ、フラボタンパク質ミコチオンレダクターゼによってマイコチオールに還元される。マイコチオール依存性ホルムアルデヒドデヒドロゲナーゼおよびミコチオンレダクターゼのようなマイコチオール依存性酵素は、結核の治療薬開発における薬剤標的であると提唱されている。